# 阿拉巴馬州議會大廈
阿拉巴馬州議會大廈，是一棟位於美國阿拉巴馬州首府蒙哥馬利的建築物，並且是阿拉巴馬州議會的所在地。此建築物是在1851年建成，期間除了做為阿拉巴馬州議會所在地之外，在美國內戰期間亦是南方邦聯的首都所在地。

## 外部連結
- Alabama State Capitol - visitor information
- Alabama State Legislature Visitor's Guide